# Manuel Vilarinho
Manuel Lino Rodrigues Vilarinho (Lisboa, 23 de Junho de 1948) é um empresário português e ex-presidente do Sport Lisboa e Benfica.

## Presidência do Benfica
Licenciado em Direito pela Faculdade de Direito da Universidade de Lisboa, foi magistrado do Ministério Público e advogado. Posteriormente optou por se dedicar à administração e gestão de empresas, nomeadamente no setor do café.
Foi eleito 35.º Presidente do Sport Lisboa e Benfica, no dia 27 de Outubro do ano 2000. Esse acto eleitoral foi à época o mais concorrido de sempre na história do Benfica, onde obteve 62% dos votos, derrotando o Presidente em exercício, João A. de Araújo Vale e Azevedo.
Foi na direcção de Manuel Vilarinho que foi decidida a construção do novo Estádio da Luz, tendo sido aprovada pelos sócios em Assembleia Geral a 28 de Setembro de 2001.
Manuel Vilarinho decidiu apenas exercer um mandato, não se recadidatando. Assim sendo expressou total apoio na candidatura de Luís Filipe Vieira, director para o futebol à época, que saiu vencedora do acto eleitoral. Tornou-se o vigésimo quinto presidente da Assembleia Geral a 27 de Outubro de 2006.

#### Família
É casado com Mariana Correia da Costa Pereira Caldas (Luanda, 8 de Agosto de 1958), neta materna duma Francesa Belga e duas vezes oitava neta dum Holandês.

## Palmarés

### Futsal(3 Títulos)
- 1 Campeonato
- 1 Taça de Portugal
- 1 Supertaça

### Hóquei em patins(4 Títulos)
- 2 Taças de Portugal
- 2 Supertaças António Livramento

### Rugby (1 Título)
- 1 Campeonato Nacional de Rugby